# 산앵도나무

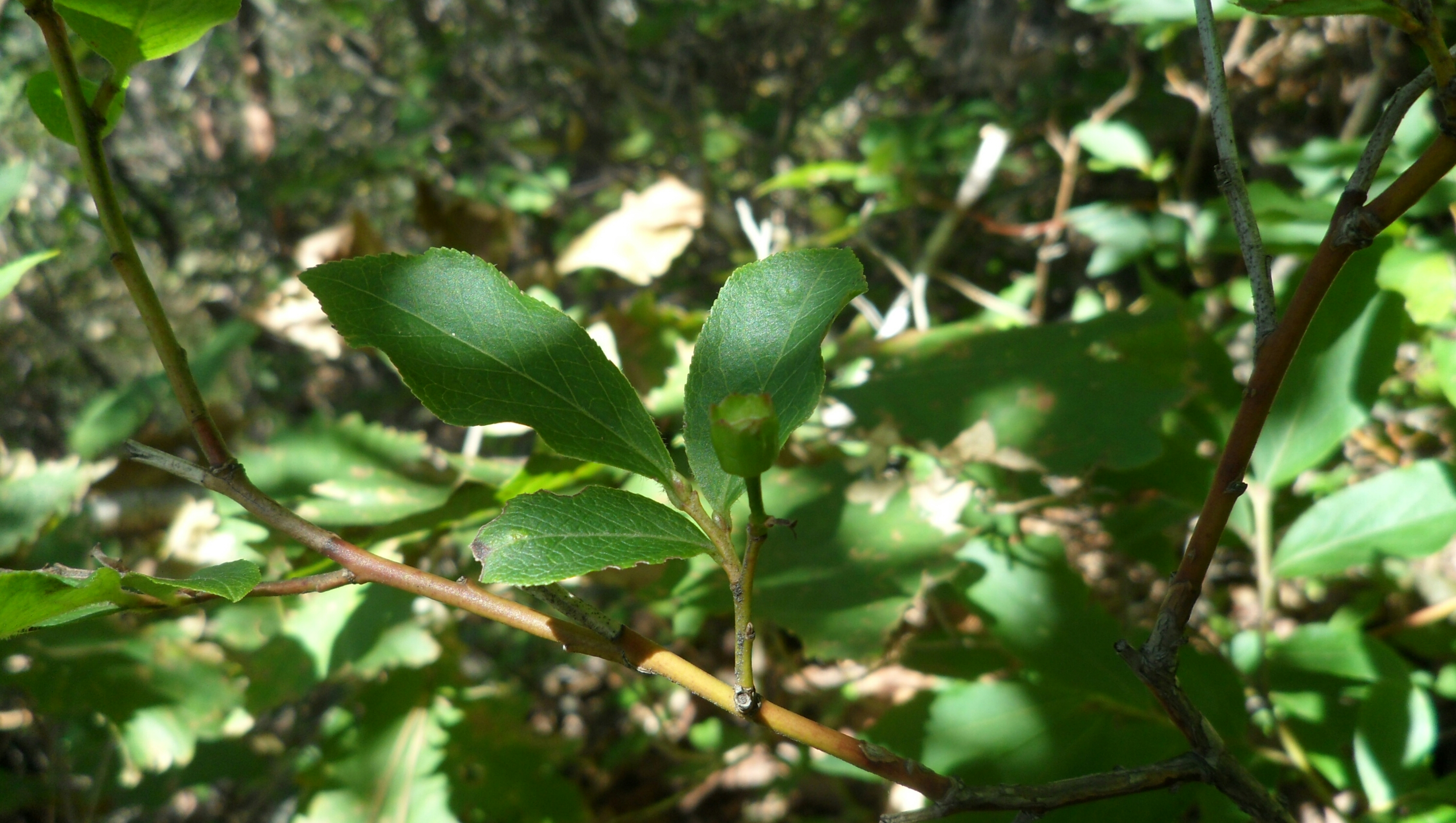

산앵도나무(Vaccinium koreanum)는 한반도 산지의 해발 200~1,800m에서 자라며, 한국의 고유식물로 낙엽관목이다. 높이는 1m 정도이며 많은 가지가 갈라지고 어린 가지에는 털이 있다. 어긋나는 잎은 넓은 피침형으로 뒷면에 털이 있다. 꽃은 5~6월 무려 가지에 총상꽃차례로 무리지어 달리는데, 종 모양이고 분홍색을 띤다. 9월쯤 붉게 익는 열매는 둥글게 생겼지만 남아 있는 꽃받침 때문에 절구처럼 보인다. 열매가 앵두처럼 생겨서 산앵도나무라는 이름이 붙었다. 열매는 익으면 먹을 수 있다. 이스라지와 명칭이 혼동되기도 하는데, 이스라지는 장미과의 식물로 산앵도와는 전혀 다른 식물이다.